# وایت‌واتر (کلرادو)

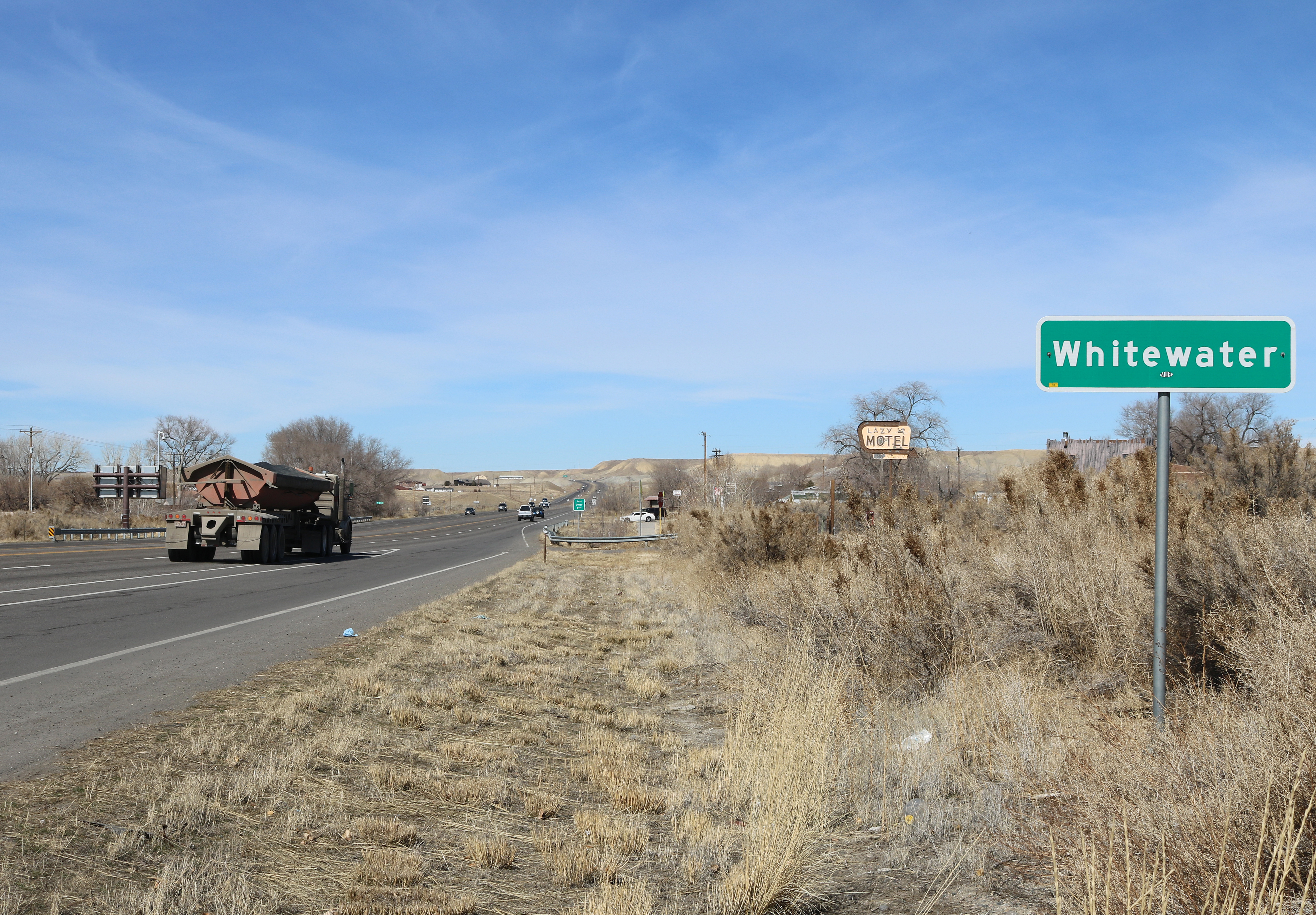
منطقه مسکونی در آمریکا

وایت‌واتر (به انگلیسی: Whitewater) یک منطقهٔ مسکونی در ایالات متحده آمریکا است که در شهرستان میسا، کلرادو واقع شده‌است. وایت‌واتر ۱٬۴۲۰ متر بالاتر از سطح دریا واقع شده‌است.